# Hirtella pauciflora
Espèce
Classification APG III (2009)
Statut de conservation UICN

 EN A4c; B2ab(iii) : En danger
 A4c; B2ab(iii) 
Hirtella pauciflora est une espèce de plantes à fleurs de la famille des Chrysobalanaceae. C'est un arbre endémique à l'Équateur.

## Description
C'est un arbre.

## Répartition
Endémique à l'Équateur, cet arbre n'est connu que dans deux sites séparés par 40 km dans la zone de transition avec la forêt côtière humide. E. Little a découvert l'espèce en 1943 à Pichilingue, à 7,5 km au sud de Quevedo, province de Los Ríos. C. Dodson, A. Gentry y F. Valverde l'ont redécouvert 32 ans plus tard dans l'inventaire forestier Juaneche. N'étant pas situé dans des aires protégées, la survie de l'espèce est incertaine car son habitat d'origine a presque été totalement détruit.